# Illa d'Ely

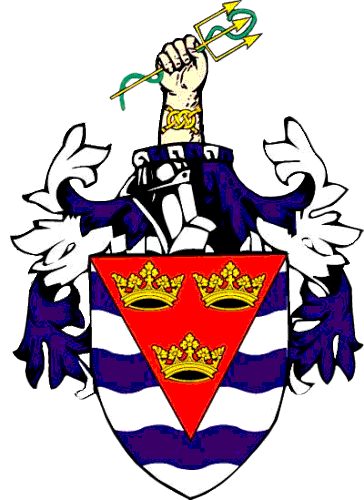
Escut de l'Ely Councy Council

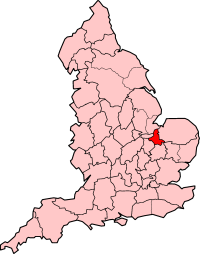
Isle of Ely dins Anglaterra

Isle of Ely és una regió històrica d'Anglaterra que es troba al voltant de la ciutat d'Ely a Cambridgeshire. Va arribar a ser un comtat. Es diu que el nom significa "island of eels", fent referència als peixos anguil·liformes que es pescaven en els rius. Aquesta etimologia el primer que la va esmentar va ser Beda el Venerable.
Fins al segle xvii aquesta zona era una illa envoltada per The Fens, un tipus d'aiguamolls. Estava controlada per la tribu anglosaxona Gyrwas, Va ser destruïda per incursions dels vikings el 870, però va ser refeta i va esdevenir una famosa Abadia i Santuari. Els Fens van ser finalment drenats el 1626–37 usant una xarxa de canals dissenyada per holandesos experts.